# Подхвоёво
Подхвоёво (бел. Подхваёво) — упразднённая деревня в Доброгощанском сельсовете Жлобинского района Гомельской области Белоруссии.

## География

### Расположение
В 25 км на юг от Жлобина, 74 км от Гомеля, 11 км от железнодорожной станции Мормаль (на линии Жлобин — Калинковичи).

## Гидрография
На востоке мелиоративные каналы.

## Транспортная сеть
Транспортные связи по просёлочной, а затем автомобильной дороге Папоротное — Жлобин. Застройка деревянная, усадебного типа.

## История
Основана в конце XIX века переселенцами из соседних деревень. В 1923 году в наёмном доме открыта школа. В 1931 году жители вступили в колхоз. Во время Великой Отечественной войны 21 житель погиб на фронте. Согласно переписи 1959 года в составе совхоза «Вперед» (центр — деревня Мормаль).
16 сентября 2011 года деревня Подхвоёво упразднена.

## Население

### Численность
- 2004 год — 1 хозяйство, 1 житель.

### Динамика
- 1925 год — 63 двора.
- 1959 год — 142 жителя (согласно переписи).
- 2004 год — 1 хозяйство, 1 житель.